# فرانسیسکو سیلوا (بازیکن فوتبال، زاده ۲۰۰۵)
فرانسیسکو سیلوا (انگلیسی: Francisco Silva؛ زادهٔ ۲۰ نوامبر ۲۰۰۵) بازیکن فوتبال اهل پرتغال است که در حال حاضر برای اسپورتینگ در پست دروازه‌بان بازی می‌کند.
وی همچنین در تیم‌های ملی فوتبال زیر ۱۵ سال، زیر ۱۶ سال، زیر ۱۷ سال، زیر ۱۸ سال و زیر ۱۹ سال پرتغال بازی کرده است.

## دوران باشگاهی
سیلوا محصول آکادمی جوانان کووا دا پیه‌داد است و در سال ۲۰۱۷ به آکادمی اسپورتینگ پیوست. در ۲۶ نوامبر ۲۰۲۱، او نخستین قرارداد حرفه‌ای خود را با این باشگاه امضا کرد. در سال ۲۰۲۳، او به تیم زیر ۲۳ سال اسپورتینگ ارتقا یافت. پس از مجموعه‌ای از مصدومیت‌ها برای دو دروازه‌بان نخست تیم اسپورتینگ، سیلوا برای دو بازی پایانی فصل ۲۴–۲۰۲۳ لیگ برتر پرتغال به عنوان دروازه‌بان دوم به ترکیب تیم اصلی دعوت شد. او نخستین بازی حرفه‌ای و رسمی خود را در ۱۸ مه ۲۰۲۴، به عنوان بازیکن تعویضی در دقایق پایانی، در پیروزی ۳–۰ برابر شاوئش در رقابت‌های لیگ برتر پرتغال انجام داد.

## دوران ملی
سیلوا بازیکن ملی‌پوش جوانان پرتغال است و تا ردهٔ زیر ۱۹ سال پرتغال برای این کشور بازی کرده است.

## زندگی شخصی
سیلوا فرزند واگنر سیلوا، بازیکن سابق تیم والیبال اسپورتینگ و اهل برزیل است.